# Sontje Hansen
Pour les articles homonymes, voir Hansen.
Sontje Hansen, né le 18 mai 2002 à Hoorn aux Pays-Bas, est un footballeur néerlandais, qui évolue au poste d'ailier gauche au Middlesbrough FC.

## Biographie

### En club
Né à Hoorn aux Pays-Bas, Sontje Hansen rejoint le centre de formation de l'Ajax Amsterdam en 2013. Il signe son premier contrat professionnel le 18 mai 2018, jour de son anniversaire, à seulement 16 ans.
Le 18 décembre 2019, Hansen joue son premier match avec l'équipe première à l'occasion d'un match de coupe des Pays-Bas contre le SC Telstar. Il entre en jeu en fin de partie à la place de Noa Lang lors de cette rencontre remportée par son équipe (3-4). Quatre jours plus tard il fait sa première apparition en Eredivisie contre l'ADO La Haye. Il entre en jeu à la place de Jurgen Ekkelenkamp et son équipe s'impose largement par six buts à un.
En fin de contrat avec l'Ajax en juin 2023, Sontje Hansen quitte le club librement pour rejoindre le NEC Nimègue à l'été 2023. Il signe un contrat de quatre ans, soit jusqu'en juin 2027. Le transfert est annoncé dès le 8 mai 2023,.

### En équipe nationale
Avec les moins de 17 ans, il participe au championnat d'Europe des moins de 17 ans en 2019. Il s'illustre lors de cette compétition en inscrivant trois buts : un but lors du premier tour contre l'Angleterre, puis un autre but en quart de finale contre la Belgique, et enfin un dernier but lors de la finale gagnée face à l'Italie. Il délivre également une passe décisive face à la Belgique.
En octobre de la même année Sontje Hansen est sélectionné pour participer à la Coupe du monde des moins de 17 ans organisée au Brésil. Lors de cette compétition il inscrit six buts en cinq matchs. Les Pays-Bas se hissent jusqu'en quarts de finales. Ses six réalisations font de lui le meilleur buteur du tournoi. Il figure dans l'équipe-type de la compétition du magazine France Football.
Sontje Hansen joue son premier match avec l'équipe des Pays-Bas espoirs le 8 septembre 2023, face à la Moldavie. Titularisé, il délivre une passe décisive pour Dirk Proper sur l'ouverture du score, et participe ainsi à la victoire de son équipe (3-0 score final).

## Palmarès
Pays-Bas -17 ans
- Vainqueur du championnat d'Europe des moins de 17 ans
  - 2019.